# Mopan-Sprache
Die Mopan-Sprache oder Mopán-Sprache ist die Sprache des indigenen Volks der Mopan-Maya in Belize und Guatemala.

## Klassifikation
Mopan gehört zu den Maya-Sprachen und ist nahe mit dem Mayathan im mexikanischen Yucatán und dem Lakandonischen in Chiapas, am nächsten aber mit der am guatemaltekischen Petén-Itzá-See gesprochenen Itzá-Sprache verwandt.

## Verbreitung
Das Itzá-Maya wird insbesondere im Toledo District in Belize sowie im guatemaltekischen Departamento Petén gesprochen. 
In Belize gibt es laut der 2000 durchgeführten Volkszählung 6093 Mopan-Sprecher. Bei der Volkszählung von 2002 in Guatemala gaben 2455 Personen Mopan als Muttersprache an; 2891 Personen bezeichneten sich als Mopan.